# Lipinia leptosoma
Lipinia leptosoma — вид сцинкоподібних ящірок родини сцинкових (Scincidae). Ендемік Палау.

## Поширення і екологія
Lipinia leptosoma живуть у панданових лісах на островах Палау. Зустрічаються на висоті до 200 м над рівнем моря.

## Збереження
МСОП класифікує стан збереження цього виду як близький до загрозливого. Lipinia leptosoma загрожує знищення природного середовища.